# Cuncunul
Cuncunul es una localidad del estado de Yucatán, México, cabecera del municipio homónimo, ubicada aproximadamente 10 kilómetros al suroeste de la ciudad de Valladolid.

## Toponimia
El toponímico Cuncunul significa en idioma maya el lugar del encantamiento inútil, por provenir de los vocablos cun, inútil; y cunul, hechizo o encantamiento. 

## Datos históricos
Cuncunul está enclavado en el territorio que fue la jurisdicción de los cupules antes de la conquista de Yucatán.
Sobre la fundación de la localidad no se conocen datos precisos antes de la conquista de Yucatán por los españoles. Se sabe, sin embargo, que durante la colonia estuvo bajo el régimen de las encomiendas, entre las entre las cuales de Fernando Maldonado, Francisco Vázquez Carrasco y Andrés de Vales en 1700; la de Javier del Valle, Juan de Vergara y Bernardo Marcos Bermejo en 1722; y la de Juan Calderón y Beatriz Montiel y Cosgaya en 1785.  
En 1846 Cuncunul forma parte del Partido de Valladolid teniendo como cabecera a Uayma. 

## Sitios de interés turístico
En Cuncunul se encuentra el edificio de un templo en honor a San Juan Bautista construido en el siglo XVIII.
También se encuentran en las cercanías yacimientos arqueológicos de la cultura maya precolombina como: Tomdzimín, Tzeleal, Tzacahuil, Bacché y Cibbá.